# Підковик великий

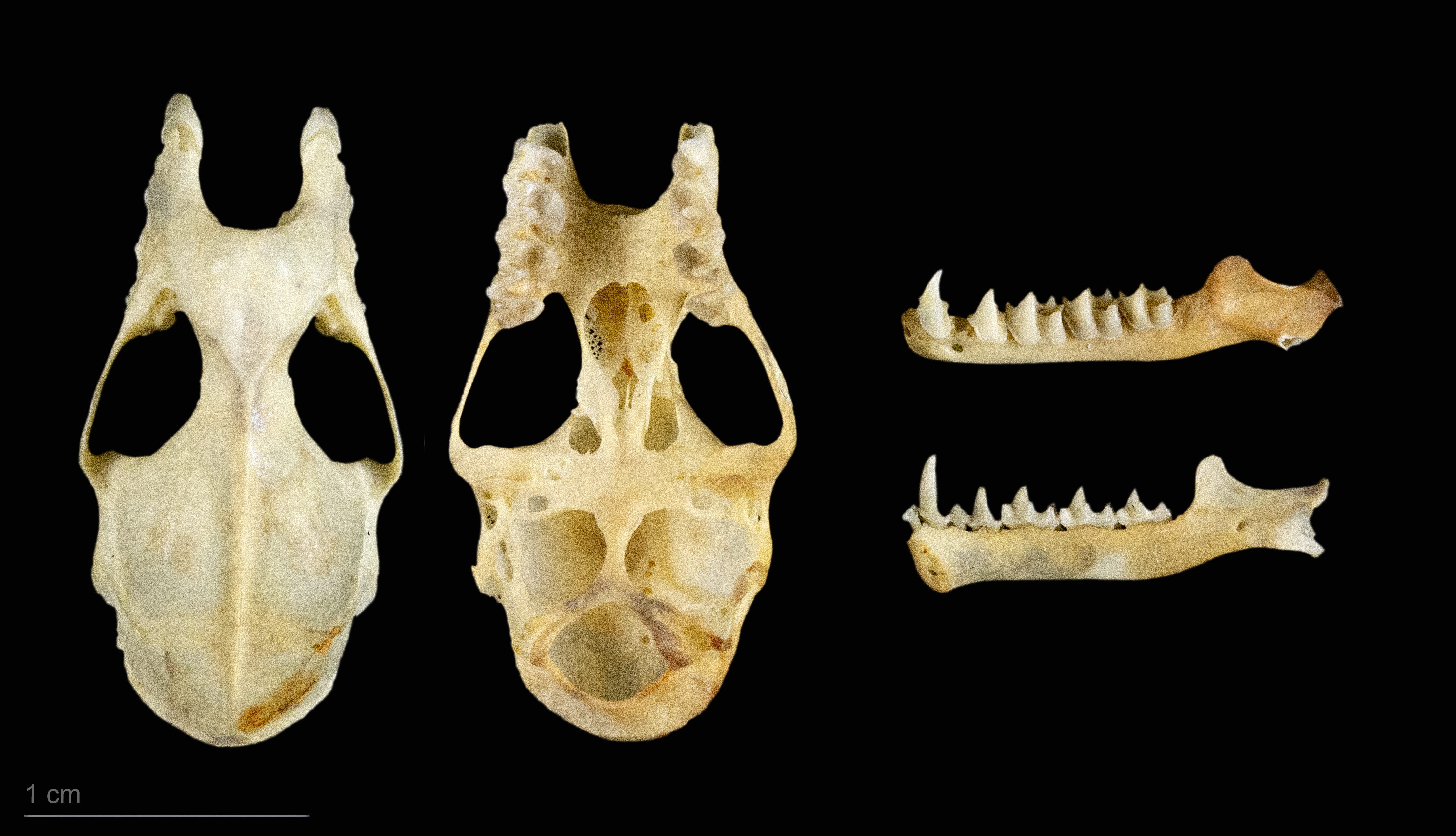
Rhinolophus ferrumequinum — Тулузький музей

Підковик великий (Rhinolophus ferrumequinum) — вид кажанів роду Підковиків (Rhinolophus).

## Морфологічні ознаки
Найбільший за розмірами тіла представник родини підковикових (Rhinolophidae) в Європі: довжина його тіла 5,2–7,1 см, розмах крил 35–40 см, маса 13–34 г. Забарвлення спини і крил буро-сіре з рудуватим відтінком; черево світліше за спину, сірувате. Молоді тварини однотонно сірі.

## Ареал
Поширений від Північної Африки (Марокко, Алжир) через всю Євразію — від Франції та Іспанії через Малу і Передню Азію, Кавказ, Гімалаї, Тибет, до Китаю, Кореї і Японії.

## Особливості біології
Характерні місця мешкання — передгір'я і низькогір'я, а також рівнинні ділянки, де є придатні для цих тварин притулки: природні та штучні підземелля, карстові печери, міжгір'я, промоїни в річкових обривах, відповідні штучні споруди. У горах цей вид зустрічається на висоті до 3500 м над рівнем моря. У літній час більшість самців і молоді самки тримаються поодинці або маленькими групами; самки з потомством утворюють скупчення з 200–500 особин, часто по сусідству з колоніями інших кажанів.
На полювання підковики вилітають вже після заходу сонця. Політ повільний, прямолінійний; полюють вони недалеко від притулків, низько над землею. Їжею служать великі і середні нічні комахи (совки, жуки, волохокрилі). При полюванні використовують ехолокаційні сигнали на частоті 77–81 кГц, які випускають через ніс.
Зимують в печерах, штольнях, підземеллях, на горищах, де температура вище 7–10°С, поодинці або частіше групами по 5–15 особин обох статей. Частина особин може відкочовувати в південніші райони. Сплячка продовжується з жовтня по квітень, уривається нетривалими пробудженнями. Якщо погода достатньо тепла для появи комах, підковики можуть полювати і взимку. Спаровуються великі подковики восени, під час зимування, рідше — навесні; проте до весни плід не розвивається. Вагітність триває близько 3 місяців; єдине дитинча народжується в червні-липні. Очі у нього розплющуються на 7 день; до 3–4 тижні життя вже уміє літати. Самостійним стає до 2 місяців, проте статева зрілість (у самок) наступає лише на 3 рік. Самки часто не спаровуються до 5-річного віку. Найвища смертність спостерігається на першому році життя, в першу чергу під час зимування. У неволі не розмножується. Середня тривалість життя дуже висока — понад 20 років.

## Охорона

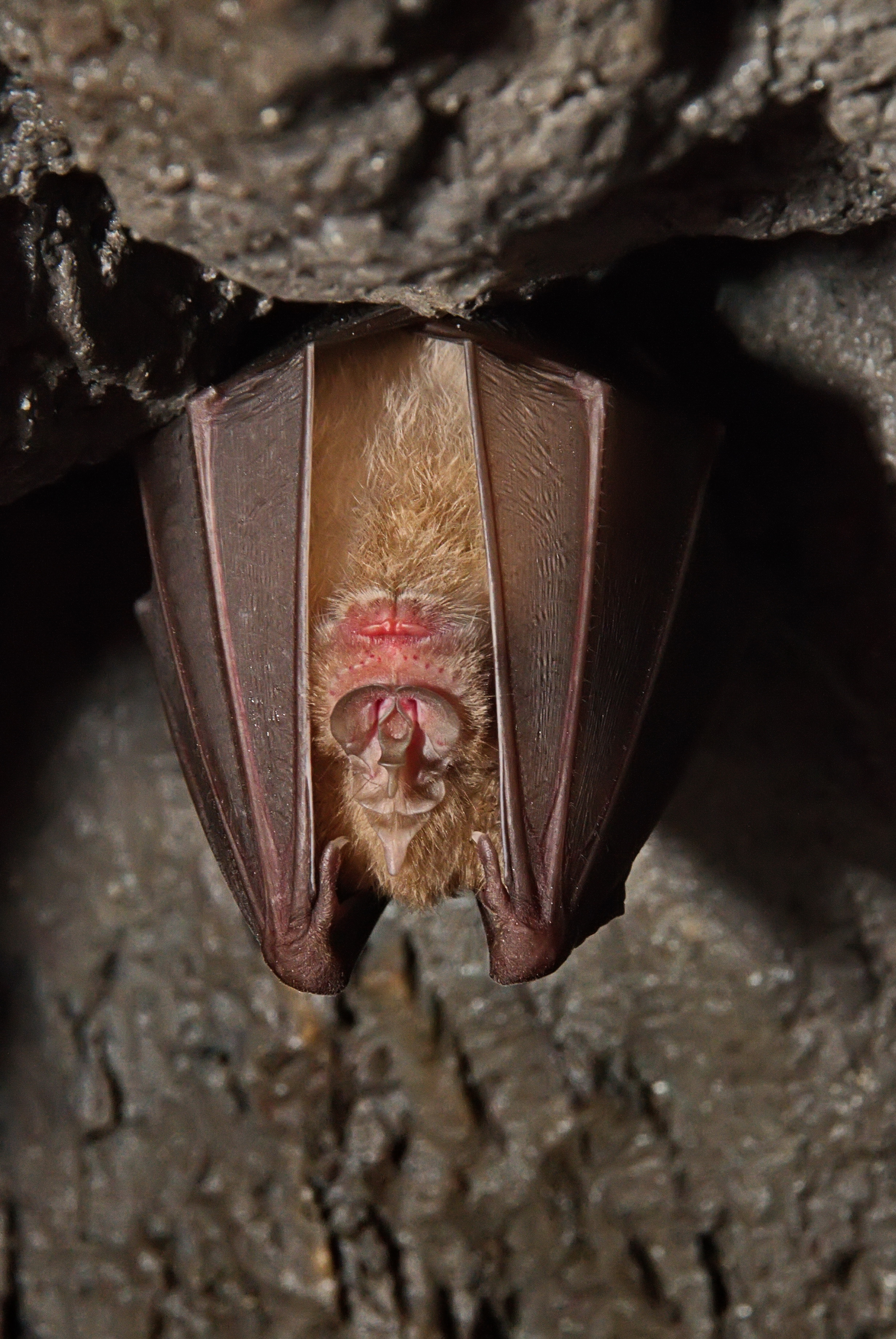
Великий підковоніс — європейський кажан, що має статус рідкісного виду в Україні та занесений до Червоної книги у 2009 році. Великий підковоніс — найбільший з підковоносів Європи.

У межах свого ареалу великий підковик широко поширений, місцями є загалом рідкісним видом. Внесений до «Червоної книги України» (2009). Знаходиться під загрозою вимирання та охороняється в багатьох країнах, зокрема в Росії, Німеччині і Австрії. Великі виводкові колонії і місця зимування уразливі до антропогенного впливу. Велике число подковиків гине в результаті отруєння пестицидами, поїдаючи отруєних комах. Істотний вплив на стан популяції надає також загальна деградація довкілля, пов'язана з аграрною діяльністю людини.